# Àrab algerià
L'àrab algerià és una forma vernacular d'àrab que es parla a Algèria. Conegut de manera nadiua com a dziria, darja o derja, és una varietat que pertany al continu dialectal de l'àrab magrebí i és mútuament intel·ligible amb l'àrab tunisià i l'àrab marroquí.
Com altres varietats de l'àrab magrebí, l'àrab algerià té un vocabulari predominantment semític. Té influències de l'amazic, el púnic i el llatí (que fou llengua romànica africana) i té alguns préstecs del francés, l'àrab andalusí, el turc otomà i l'espanyol. L'àrab algerià conté alguns préstecs amazics que representen entre el 8% i el 9% del seu vocabulari. La paraula darja (àrab: الدارجة) és una paraula àrab que significa 'dialecte quotidià o col·loquial'.